# Bay Springs
Bay Springs é uma cidade localizada no estado americano de Mississippi, no Condado de Jasper.

## Demografia
Segundo o censo americano de 2000, a sua população era de 2097 habitantes. 
Em 2006, foi estimada uma população de 2199, um aumento de 102 (4.9%).

## Geografia
De acordo com o United States Census Bureau tem uma área de 
38,4 km², dos quais 38,3 km² cobertos por terra e 0,1 km² cobertos por água. Bay Springs localiza-se a aproximadamente 129 m acima do nível do mar.

## Localidades na vizinhança
O diagrama seguinte representa as localidades num raio de 24 km ao redor de Bay Springs. 